# Cícero Semedo
Cícero Casimiro Sanches Semedo (* 8. Mai 1986 in Seia) ist ein in Portugal geborener guinea-bissauischer Fußballspieler.

## Verein
Der Mittelstürmer wechselte am 29. August 2005 von seinem bisherigen Verein Sporting Braga zu FK Dynamo Moskau. Ab Januar 2009 spielte er für Vitória Guimarães, UD Oliveirense und den Rio Ave FC, bis er im Juli 2011 als Nationalspieler für Guinea-Bissau einen Vertrag beim FC Paços de Ferreira erhielt.
Zur Saison 2015/16 wechselte er nach zwei Ausleihen zu Moreirense FC und dem FK Astana weiter zum türkischen Zweitligisten Şanlıurfaspor, doch schon sechs Monate unterschrieb Semedo erneut einen Vertrag beim FC Paços de Ferreira. Es folgten die weiteren Stationen FC Arouca, CD Trofense, SC Beira-Mar und aktuell spielt er für Anadia FC.

## Nationalmannschaft
Von 2010 bis 2016 absolvierte Semedo insgesamt 14 Länderspiele für Guinea-Bissau, in denen er sechs Treffer erzielen konnte.

## Erfolge
- Kasachischer Meister: 2014